# Epipleoneura spatulata
Epipleoneura spatulata är en trollsländeart som beskrevs av Racenis 1960. Epipleoneura spatulata ingår i släktet Epipleoneura och familjen Protoneuridae. Inga underarter finns listade i Catalogue of Life.